# Quatro Barras
Quatro Barras is een gemeente in de Braziliaanse deelstaat Paraná. De gemeente telt 19.002 inwoners (schatting 2009).

## Aangrenzende gemeenten
De gemeente grenst aan Campina Grande do Sul, Colombo, Morretes, Pinhais en Piraquara.